# Семенов Олексій Валерійович
Олексій Валерійович Семенов (рос. Алексей Валерьевич Семенов; 10 грудня 1986, м. Жигульовськ, СРСР) — російський хокеїст, воротар. 

## Ігрова кар'єра
Вихованець хокейної щколи «Лада» (Тольятті). Виступав за ЦСК ВВС (Самара), «Металург» (Сєров), «Автомобіліст» (Єкатеринбург), ХК «Дмитров», «Сокіл» (Новочебоксарськ), «Югра» (Ханти-Мансійськ), «Лада» (Тольятті), «Сариарка» (Караганда), ХК «Гомель», ХК «Саров», «Южний Урал» (Орськ), «Дизель» (Пенза), «Аріада-Акпарс» (Волжськ), «Лада» (Тольятті).
У чемпіонатах КХЛ — 29 матчів (2+2).

## Досягнення
- Володар Континентального кубка (2006).